# František Raboň (Radsportler, 1959)
František Raboň (* 28. November 1959) ist ein ehemaliger tschechoslowakischer Radrennfahrer und nationaler Meister im Radsport.

## Sportliche Laufbahn
Raboň ist zweifacher Medaillengewinner bei Radweltmeisterschaften im Bahnradsport. Bei den UCI-Bahn-Weltmeisterschaften 1981 gewann er mit Martin Penc, Jiří Pokorný und Aleš Trčka eine Bronzemedaille in der Mannschaftsverfolgung. 1983 holte er mit Robert Štěrba, Pavel Soukup und Aleš Trčka erneut Bronze bei den UCI-Bahn-Weltmeisterschaften. 
1981 bis 1983 gewann er die nationale Meisterschaft in der Mannschaftsverfolgung. 1979 holte er mit Teodor Černý als Partner den Titel im Zweier-Mannschaftsfahren, 1984 gewann er mit Martin Penc, 1985 mit Ales Trcka, 1986 mit Martin Penc. 1979 und 1980 wurde er Meister im Punktefahren. 1980 gewann er den Titel in der Einerverfolgung vor Teodor Černý. 
Im Straßenradsport gewann er die Prologe der Lidice-Rundfahrt 1980 (und eine Etappe) und der Tour de Normandie 1983. 1981 gewann er den nationalen Titel im Einzelzeitfahren vor Miloš Hrazdíra. Er startete für den Verein Dukla Prag.

## Familiäres
Rabon ist der Vater von František Raboň (* 1983), der ebenfalls als Radrennfahrer aktiv war.